# ミラフロレスの祭壇画
『ミラフロレスの祭壇画』（ミラフロレスのさいだんが（蘭: Miraflorestriptiek、独: Miraflores-Altar））、または『聖母の三連祭壇画』（せいぼのさんれんさいだんが）』は、初期フランドル派の画家ロヒール・ファン・デル・ウェイデンが1442年から1445年ごろに描いた三連祭壇画。1850年以来ベルリンの絵画館が所蔵している。祭壇画を構成する3枚のパネルの大きさはすべて同じ71cm x 43cmで、左翼には聖家族、中央パネルには磔刑に処せられたキリストの遺体を掻き抱く聖母マリア（ピエタ）、右翼にはマリアの前に復活した姿を表すキリストが描かれている。これは左から順番にキリストの誕生、死、復活を時系列順に表したものとなっているが、すべてマリアを中心とした構図となっている。この作品には非常に多様な色調の顔料が使用されている。なかでも白色、赤色、青色の色使いが際立ち、特に中央パネルのキリストの身体描写は、ファン・デル・ウェイデンの特徴とも言える感情豊かな表現となっている。
当時描かれた他の祭壇画と同様に『ミラフロレスの祭壇画』にも多くの宗教的象徴表現がみられる。どのパネルも最上部が丸いアーチ状のフレームで縁どられ、縁飾りの下部ならびに上部のスパンドレル（三角小間）にはゴシック調の格子飾りが施されている。さらに画面を囲むようにして、一見レリーフ彫刻に見える装飾があり、これも複雑な宗教的寓意を表している。この扉のようにも見える縁飾りに表現された様々な寓意を始め、『ミラフロレスの祭壇画』は当時の画家たちに大きな影響を与えた作品だった。

## 三連祭壇画

### 概要

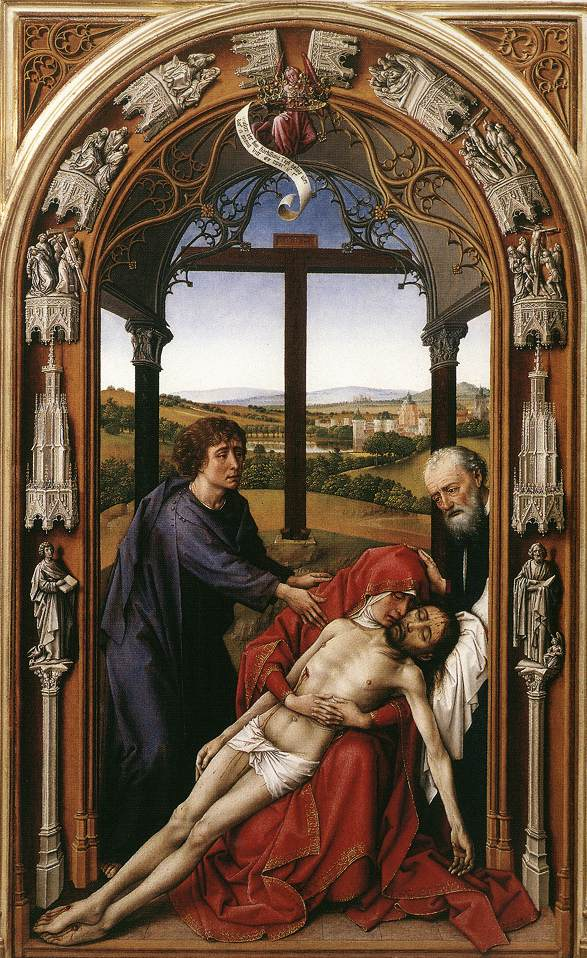
中央パネルに描かれた、キリストの遺体を支える聖母マリア、聖ペテロ、聖ルカ

『ミラフロレスの祭壇画』のどのパネルにも扉状の縁飾りがなされ、この扉を通って実際にこの宗教的絵画世界を訪れることができるかのような印象を与えている。どのパネルにも最前方には一段高くなったステップが描かれており、美術史家ジェフリー・チップス・スミスは「この作品を観る者にとって、この聖書の世界が身近なもので、足を踏み入れることができるのではないかと思わせる」としている。当時の他の三連祭壇画との相違点として、もともとの『ミラフロレスの祭壇画』はパネルが固定されており、両翼を折りたたむことができなかったことがあげられる。通常の三連祭壇画同様に両翼を折りたたむことができるようになったのは、後世に裁断されて両翼が可動するように改造されてからのことである。また、伝統的な絵画作品がこの祭壇画に描かれているエピソードを主題にしたときの構成と、『ミラフロレスの祭壇画』で採用されている構成とは多くの点で異なっている。例えば、聖家族をモチーフとした絵画には、キリスト、聖ヨセフ、聖母マリアの他に数人の聖者が描かれるのが通例であるが、『ミラフロレスの祭壇画』にはキリストの家族以外はだれも描かれていない。作品の構成要素の多くはファン・デル・ウェイデンが旧来の伝統にとらわれずに独自に考案したもので、一例として右翼の背景に描かれた曲がりくねった小路は、それまでの絵画作品にも聖書にもまったくみられないものである。この小路は復活したキリストがマリアの前に姿を表すために用いた、一時的に天界と現界とをつなぐための道筋を意味している。
マリアが着用しているローブはそれぞれのパネルで色が異なっているが、これにも象徴的な意味があり、白色、赤色、青色は、それぞれマリアが備えているとされる3つの伝統的な徳である、純潔、憐憫、忍耐を表している。白色は処女性を保ったままキリストを産んだことを、この祭壇画でもっとも多く使われて強い印象を与える赤色はキリストへの深い憐れみを、そして青色はキリストに再び出会うまでの辛い日々を意味している。パネルの縁には細かく精緻な飾りがなされ、想像心に満ちたもののように見えるが、実は細部まで計算された強い象徴性を持ったものである。大理石の浮き彫りを模したかのような縁飾りは、聖書にしるされたキリストの生涯を物語性豊かに表現している。『ミラフロレスの祭壇画』はファン・デル・ウェイデン自身が描いた、洗礼者ヨハネをモチーフとした他の祭壇画と関連付けて議論されることがある。どちらの祭壇画にもアーチ状の縁飾りがあり、その縁飾りの基部は茶色に塗装された木製の扉のような外観を与えられている。小さなレリーフのような人物像が配置された幻想的な雰囲気を持ち、このことがそれぞれのパネルに描かれたモチーフの主題を強調するための役割を与えられている。

### パネル
『ミラフロレスの祭壇画』の左翼には、紫がかった白色のローブを身につけ、幼児キリストと見つめ合っているマリア、フードがついた赤い衣服の、杖にもたれてまどろんでいるヨセフが描かれている。マリアのローブの縁には、『ルカによる福音書』の1章46から48の「わがこころ主をあがめ･･･」で始まる「マリアの祈り」が金色の文字で書かれている。このパネルは、美術史家エルヴィン・パノフスキーが聖家族をシンプルに描いたものだと指摘するまでは、キリスト生誕が描かれていると長い間考えられていた。このパネルの縁飾りには、キリストの生涯のうち幼児キリストの神殿奉献 (en:Presentation of Jesus at the Temple) までの主要な出来事があしらわれている。

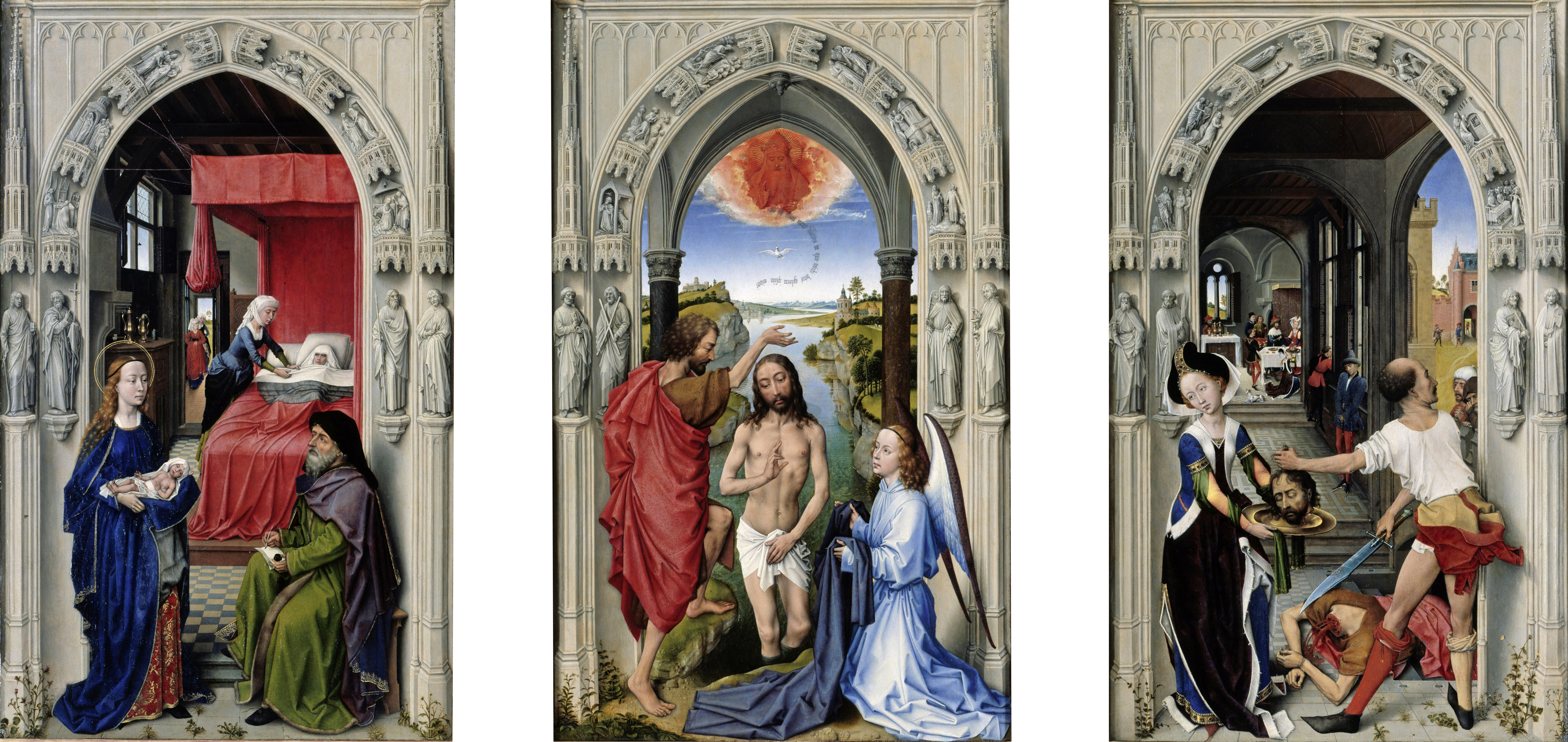
ファン・デル・ウェイデンの『洗礼者聖ヨハネの祭壇画』（1455年頃）、絵画館（ベルリン）
この祭壇画と『ミラフロレスの祭壇画』には、曲がりくねった道、扉のようなアーチ状の縁飾りに描かれた浮き彫りなど、多くの点で共通のモチーフが使用されている。

中央パネルには、赤色のローブを身につけ、磔刑に処せられたキリストの遺骸を抱きかかえるマリアと、その両脇に立つ聖ペテロと聖ルカが描かれている。二人の聖者はどちらも黒色の衣服で、初期キリスト教の確立と福音書をそれぞれ象徴している。
右翼には、どの福音書にも書かれていない、母マリアの前に姿を現す復活したキリストが描かれている。ファン・デル・ウェイデンはこの作品で、左から右への時系列で物語が進んでいく構成を採用している。しかしながらこのパネル単体では、マリアの前に姿を現すキリストの右の背景に、時系列としては過去であるはずの、墓所から復活して立っているキリストが描かれている。後景よりも前景に見えるものの方がより最近の出来事を意味するように思わせて絵画に深みを持たせる効果を狙ったもので、背景の開かれた扉越しに見える長く曲がりくねった小路が遠くのキリストの墓とマリアの部屋とをつないでいることもこの作品に遠近感を与えている。ファン・デル・ウェイデンは右翼に、曲がりくねった小路、内側に開かれた扉、床のタイルに降りそそぐ外光など、キリストの復活を意味、象徴するものを数多く描いている。このパネルの縁飾りには、キリストの受難の前兆としての旧約聖書からのアブサロムの死、イサクの燔祭などの出来事がみられる。

## 真贋と来歴

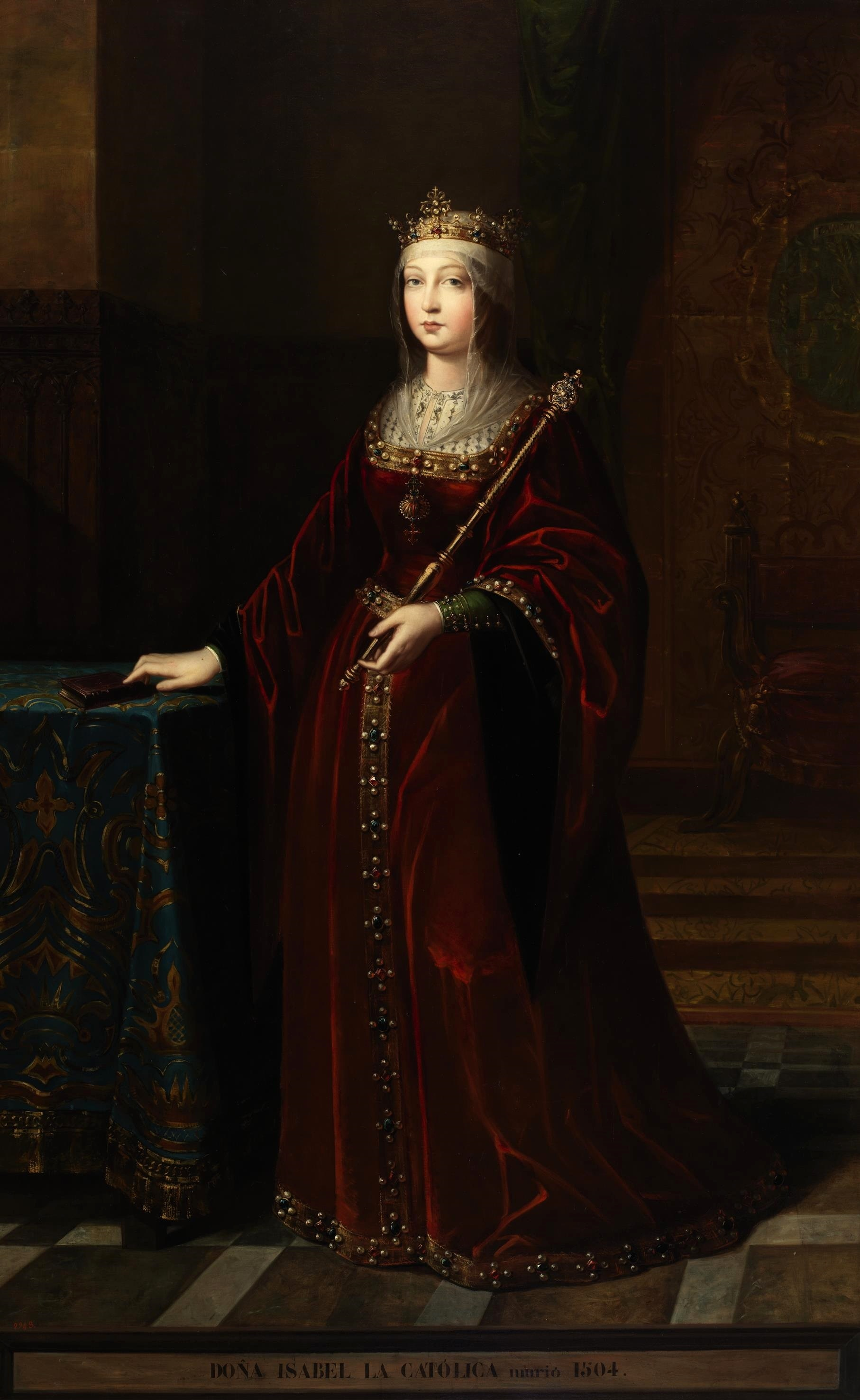
カスティーリャ女王イサベル1世。父王フアン2世は、ヤン・ファン・エイクに祭壇画の制作依頼をしようとしたが、ファン・エイクが死去してしまったためにファン・デル・ウェイデンに『ミラフロレスの祭壇画』の制作を依頼した。イサベル1世はこの作品に感銘を受け、ファン・デル・ウェイデンの工房あるいは追随者に『ミラフロレスの祭壇画』の模写作品を制作させた。

『ミラフロレスの祭壇画』は20世紀初頭になるまではほとんど忘れ去られ、無視されていた作品だった。この祭壇画がファン・デル・ウェイデンの作品であると最初に同定したのは、ドイツ人美術史家マックス・ヤーコプ・フリートレンダー (en:Max Jakob Friedländer) が著した初期フランドル派に関する先駆的な大著『15、16世紀のネーデルラント絵画の名作 (Meisterwerke der niederländischen Malerei des 15. und 16. Jahrhundert )』で、1950年代初めのことである。エルヴィン・パノフスキーも1950年代にこのフリートレンダーの著書をもとにして『ミラフロレスの祭壇画』の詳細な説明と複雑な宗教的寓意についての文献を残している。
オリジナルの『ミラフロレスの祭壇画』よりもわずかに小さいが、忠実に模写された複製画が現存している。この複製画の右翼はニューヨークのメトロポリタン美術館が、中央パネルと左翼はグラナダの王室礼拝堂 (en:Royal Chapel of Granada) が所蔵している。この複製画はカスティーリャ女王イサベル1世が所有していたもので、長い間オリジナルの祭壇画とされ、複製画だとは考えられていなかった。1956年の終わりに美術史家マックス・ヤーコプ・フリートレンダーが「グラナダ王室礼拝堂の祭壇画のほうが有名で、ベルリンの絵画館の祭壇画はその複製であるとして重要視されていなかった。だが、絵画館の祭壇画は類をみないほど大切に保管されてきた作品である。絵画館の祭壇画は礼拝堂のそれよりも劣っている箇所も見受けられるが、絵画館の祭壇画は極めて良く描かれた複製画である」とした。しかしながら、近年の下絵や塗装技法などの研究技術の発達により、グラナダ王室礼拝堂とメトロポリタン美術館の祭壇画が絵画館の『ミラフロレスの祭壇画』よりも後に制作されたことが確定することとなった。1982年に実施された年輪年代学を用いた測定によって、グラナダ王室礼拝堂とメトロポリタン美術館の祭壇画に使用されているオーク材が、ファン・デル・ウェイデンが死去した年と考えられている1464年よりも後年の、1492年以降に切り出された木材であることが判明したのである。これに対し絵画館の『ミラフロレスの祭壇画』で使用されている木材は1406年ごろの年輪が残っており、おそらく1420年代初頭に切り出されたものと考えられている。さらに赤外線による下絵の調査で、絵画館の『ミラフロレスの祭壇画』には完成に至るまでに何度も構成が変更されていることが判明しており、このことも絵画館の『ミラフロレスの祭壇画』が模写による作品ではないことを証明している。
『ミラフロレスの祭壇画』は、イサベル1世の父であるカスティーリャ王フアン2世からの依頼で制作されたもので、1445年ごろにスペインのブルゴスの近くにあったカルトゥジオ会ミラフロレス修道院に寄進された。イサベル1世が『ミラフロレスの祭壇画』の複製画を注文したのは、このような祭壇画が「宗教的権威の高揚、あるいは作者、所有者の地位の向上」をもたらすためだったと考えられる。